# Люй Лун
Люй Лун (кит. трад.: 呂隆; піньїнь: Lü Long; помер 416) — останній імператор Пізньої Лян періоду Шістнадцяти держав.

## Життєпис
Був племінником засновника династії, Люй Ґуана. Зайняв трон після того, як його брат, Люй Чао, 401 року вбив імператора Люй Цзуаня. За його правління володіння Пізньої Лян зазнавало постійних атак з боку Північної й Південної Лян. В результаті тих нападів його володіння 403 року обмежувались тільки столицею, містом Ґуцзан (сучасний Увей, Ганьсу). Того ж року Люй Лун вирішив передати свою столицю імператору Пізньої Цінь Яо Сіну. Сам він перейшов на службу до цінського війська. Після смерті Яо Сіна 416 року Люй Лун був убитий Яо Хуном.

## Девіз правління
- Шеньдін (神鼎) 401—403